# Pallottinermission in Kamerun
Die Pallottinermission in Kamerun (auch genannt Pallotin oder Pallotine) war eine Kameruner römisch-katholische Mission des Deutschen Kaiserreiches in die Kolonie Kamerun, die von den Pallottinern (Gesellschaft des Katholischen Apostolates) im späten 19. Jahrhundert und im frühen 20. Jahrhundert betrieben wurde.
Als das Deutsche Kaiserreich zur Kolonialmacht des Kamerun im Jahre 1884 wurde, konnten deutsche Missionare umso stärker als früher beginnen, ihre Missionen im Land aufzustellen. Die Deutschen ließen allerdings ausschließlich Protestanten und keine Katholiken in das Land. Diese Praxis wurde allerdings zwei Jahre später aufgegeben, als die von Deutschland und der Schweiz aus geführten Pallottiner Eingang anforderten. Die Erlaubnis wurde unter folgenden Bedingungen erteilt: Die Pallottiner sollten nicht direkt mit der protestantischen Basler Mission im Wettbewerb stehen, sie sollten keine Anordnungen von nichtdeutschen Behörden entgegennehmen, sie sollten ausschließlich deutsches oder einheimisches Personal beschäftigen und sie sollten ausschließlich die Deutsche Sprache oder einheimische Sprachen verwenden und lehren.
Acht Pallottinerpater kamen in Duala am 25. Oktober 1890 unter der Führung des Paters Heinrich Vieter an. Presbyterianische Missionare, die dort operierten, zeigten sich den Neuankömmlingen gegenüber unfreundlich, daher gründeten sich die Pallottiner in Marienberg nahe Edéa. Über die nächsten 13 Jahre öffneten die Pater Missionen und Schulen in Kribi, Edéa, Bonjongo, Duala, Batanga, Jaunde, Ikassa, Minlaba, Sasse, Victoria-Bota, Dschang, Ossing (Mamfe) und im Bezirk Deido von Duala. Im Jahre 1889 gründeten sie ein neues Kloster Bonjongo. Die Pallottinerpater trugen ihren ersten Konvent, Andreas Mbangue, im Jahre 1899 ein.
Als die alliierte Westafrikanische Kampagne des Ersten Weltkrieges im Jahre 1916 Jaunde erreichte, flohen die Pallottiner südlich nach Spanisch-Guinea gemeinsam mit deutschen Streitkräften und Ewondo-Dorfbewohnern unter dem Kommando von Karl Atangana. Deutschland verlor den Krieg, und Kamerun wurde in ein britisches und ein französisches Mandatsgebiet als Völkerbundmandatsgebiete aufgeteilt. Die französischen Herrscher optierten sich dafür, ihre eigenen Spiritaner einzusetzen, um die Pallottiner und die Katholische Mission in Kamerun zu ersetzen.
Die deutschen und Schweizer Pallottiner kehrten im Jahre 1964 in das unabhängige Kamerun zurück.